# رندی کرافرد
 رندی کرافرد (انگلیسی: Randy Crawford؛ زادهٔ ۱۸ فوریهٔ ۱۹۵۲) یک موسیقی‌دان اهل ایالات متحده آمریکا است.